# Chiroroni
Chiroroni est une ville de l'Union des Comores, situé sur l'île d'Anjouan. En 2010, sa population est estimée à 2 395 habitants.